# Landkreis Parchim
Der Landkreis Parchim war ein Landkreis, der im Zuge der Kreisgebietsreform 2011 mit dem Landkreis Ludwigslust zum Landkreis Ludwigslust-Parchim zusammengelegt wurde.

## Geografie

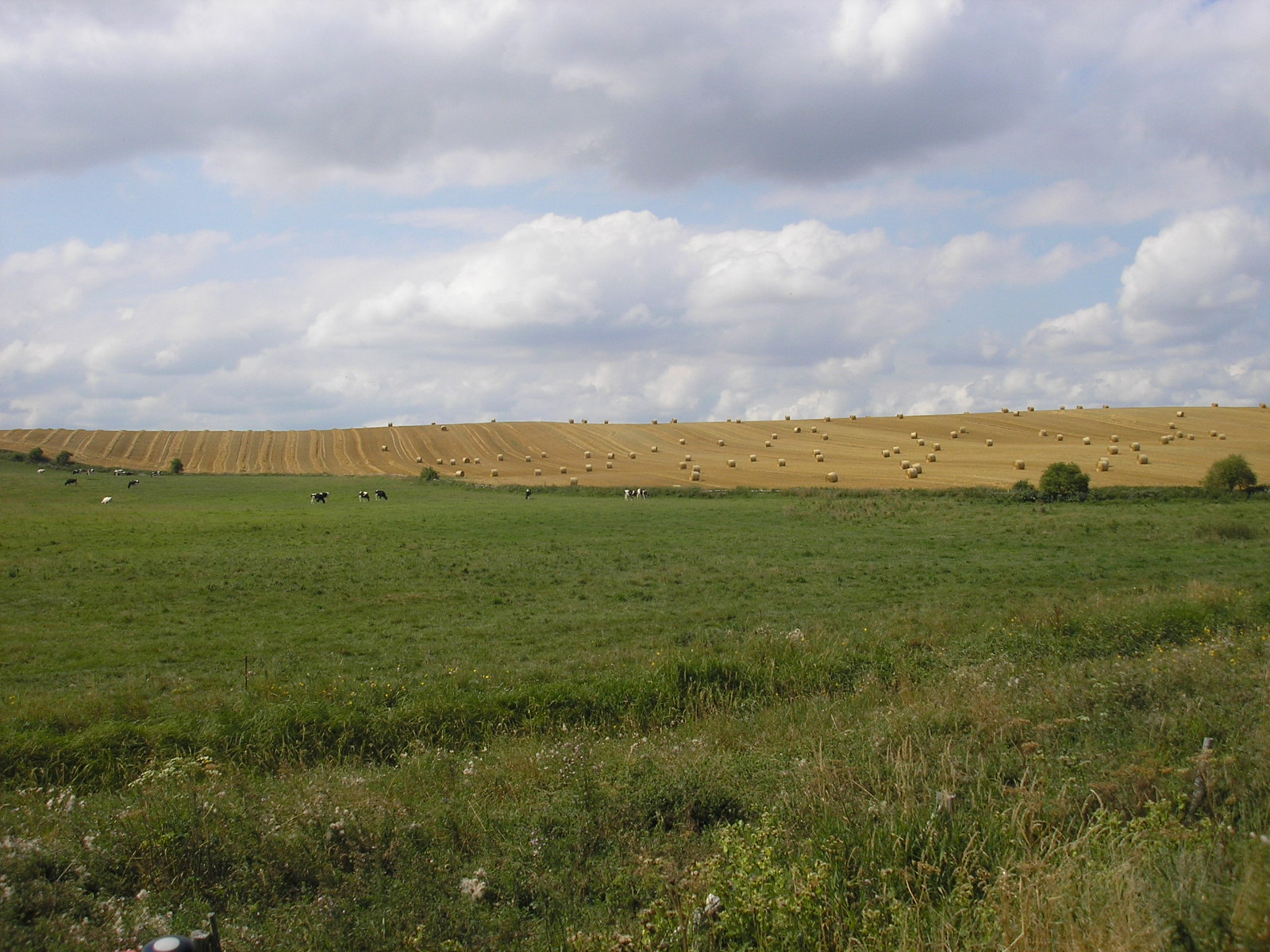
Landschaft bei Goldberg

Der Landkreis Parchim lag im Westen des Bundeslandes Mecklenburg-Vorpommern. Nachbarkreise waren im Norden der Landkreis Nordwestmecklenburg und der Landkreis Güstrow, im Osten der Landkreis Müritz, im Süden der brandenburgische Landkreis Prignitz und im Westen der Landkreis Ludwigslust sowie die kreisfreie Stadt Schwerin. Von 1939 bis 1952 existierte schon mal ein Landkreis gleichen Namens, mit einer etwas anderen flächenmäßigen Ausdehnung.
Die Landschaft im Kreisgebiet ist im Verlauf der Weichseleiszeit vor ca. 12.000 Jahren in den Urstromtälern und Sandern des Pommerschen Stadiums entstanden. Hier befindet sich im Norden die Pommersche Hauptendmoräne und südlich davon die Mecklenburgische und die Sternberger Seenplatte.
Das Kreisgebiet grenzt im Südosten an die Mecklenburgischen Seenplatte. Hier befindet sich mit dem Plauer See der größte See im Landkreis. Größere Seen befinden sich weiterhin in der Sternberger Seenlandschaft, welche sich im Nordosten des Kreises befindet. Hier wären der Sternberger See und der Goldberger See zu nennen. Im Westen grenzt der Landkreis Parchim an den Schweriner See, welcher sich aber komplett außerhalb des Kreisterritoriums befindet. Als größere Fließgewässer sind die Warnow mit dem Nebenfluss Mildenitz und die Elde zu nennen. Durch das Kreisgebiet verläuft die Nordsee-Ostsee-Wasserscheide. Der Kreis ist ein typischer Sektoralkreis.
Die Ruhner Berge im Süden stellen mit Erhebungen bis zu 176,8 m ü. NHN, die höchsten Punkte im Landkreis und zweithöchsten des Landes Mecklenburg-Vorpommern dar.

### Bodendenkmäler
- die Silberberge
- der Breite Stein ein Findling
- der Großdolmen von Twietfort
- die Hünengräber von Domsühl, Frauenmark und Neu Ruthenbeck

## Geschichte
1925 wurde in Mecklenburg-Schwerin aus den alten Ämtern Parchim und Lübz das Amt Parchim, als eines von neuen zehn Ämtern in Mecklenburg gebildet. Die Städte Goldberg, Lübz, Parchim und Plau, sowie 135 weitere Gemeinden gehörten zum 131.903,1 Hektar großen Amtsbereich. Parchim war der Amtssitz für 53.666 Einwohner. 1933 wurde aus dem Amt Parchim der Kreis Parchim. Nachdem Mecklenburg-Schwerin mit Mecklenburg-Strelitz 1934 zu einem Land Mecklenburg vereinigt worden war, wurde 1939 die Bezeichnung des Kreises in Landkreis Parchim geändert. Zum Landkreis gehörten 1939 125 Gemeinden mit 54.942 Einwohnern.
Nach dem Zweiten Weltkrieg gehörte der Landkreis zum Land Mecklenburg-Vorpommern in der Sowjetischen Besatzungszone. Der Landesname wurde 1947 auf sowjetischen Befehl in Land Mecklenburg geändert. Seit 1949 gehörte es zur Deutschen Demokratischen Republik.
Der alte Landkreis Parchim wurde am 25. Juli 1952 im Rahmen der Auflösung der Länder in die neuen Kreise Parchim und Lübz geteilt. Beide Kreise wurden dem Bezirk Schwerin zugeordnet. Der heutige Landkreis Parchim erhielt seine Gestalt 1994 durch die Zusammenlegung der Kreise Parchim und Lübz sowie Teilen der Kreise Sternberg und Schwerin-Land.
Im Zuge einer Kreisgebietsreform im Jahr 2011 wurde der Kreis Parchim am 4. September 2011 Teil des neuen Landkreises Ludwigslust-Parchim.

## Politik

### Kreistag
Der Kreistag des Landkreises Parchim besteht aus 47 Abgeordneten. Seit der Wahl vom 7. Juni 2009 setzt er sich wie folgt zusammen:
| Partei       | Sitze |
| ------------ | ----- |
| CDU          | 17    |
| SPD          | 11    |
| Die Linke    | 10    |
| FDP          | 4     |
| Grüne        | 2     |
| NPD          | 2     |
| Agrarbündnis | 1     |

Der Landkreis (Wahlkreisnummer 60) besteht aus 144 Wahlbezirken mit 84.367 Wahlberechtigten. Zur Wahl gingen 41.880 die 4006 ungültige und 118.488 gültige Stimmen abgaben. Dies entspricht einer Wahlbeteiligung von rund 49,6 % (alle Daten aus 2009).
Näheres zum Wahlverfahren und zu rechtlichen Bestimmungen: Kreistag (Mecklenburg-Vorpommern)

### Wappen
Das Wappen wurde am 7. Juni 1995 durch das Innenministerium genehmigt und unter der Nr. 84 der Wappenrolle von Mecklenburg-Vorpommern registriert. Am 4. Juli 1996 wurde das Wappen noch einmal verändert.
Blasonierung: „In Gold ein hersehender schwarzer Stierkopf mit schwarzen Hörnern, geschlossenem Maul und einer goldenen Krone, von der drei kleeblattförmige Zinken sichtbar sind, ein rechtes blaues Schrägeck und ein linkes unteres blaues Schrägeck.“
Das Wappen wurde von dem Schweriner Heraldiker Karl-Heinz Steinbruch gestaltet. Die veränderte Wappenzeichnung schuf Eberhard Klesper aus dem Hauptamt des Landkreises Parchim.

### Flagge

Flagge des Landkreises Parchim

Die Flagge des Landkreises Parchim besteht aus goldenem (gelbem) Tuch und ist mit den Figuren des Landkreiswappens belegt; am Liek oben ein blaues Schrägeck, das die Hälfte der Höhe und die Hälfte der Länge des Flaggentuches einnimmt; in der Mitte ein hersehender schwarzer Stierkopf mit schwarzen Hörnern, geschlossenem Maul und einer goldenen Krone, von der drei kleeblattförmige Zinken sichtbar sind, und der zwei
Drittel der Höhe und ein Drittel der Länge des Flaggentuches einnimmt; am fliegenden Ende unten ein blaues Schrägeck, das die Hälfte der Höhe und die Hälfte der Länge des Flaggentuches einnimmt; die Länge des Flaggentuches verhält sich zur Höhe wie 3:2.
Die Flagge wurde von dem Schweriner Heraldiker Karl-Heinz Steinbruch gestaltet. Sie wurde am 9. Januar 1997 durch das Innenministerium genehmigt.

## Städte und Gemeinden
(Einwohnerzahlen am 31. Dezember 2010)
Amtsfreie Gemeinden
- Parchim, Stadt * (18.425)

Ämter mit amtsangehörigen Gemeinden/Städten
* Sitz der Amtsverwaltung
| - 1. Amt Banzkow (7628) 1. Banzkow * (2718) 2. Plate (3395) 3. Sukow (1515) - 2. Amt Crivitz (9263) 1. Barnin (470) 2. Bülow (352) 3. Crivitz, Stadt * (4672) 4. Demen (1016) 5. Friedrichsruhe (898) 6. Tramm (985) 7. Zapel (428) - 3. Amt Eldenburg Lübz (13.639) 1. Gallin-Kuppentin (546) 2. Gischow (278) 3. Granzin (506) 4. Herzberg (319) 5. Karbow-Vietlübbe (400) 6. Kreien (418) 7. Kritzow (513) 8. Lübz, Stadt * (6152) 9. Lutheran (305) 10. Marnitz (776) 11. Passow (703) 12. Siggelkow (924) 13. Suckow (595) 14. Tessenow (651) 15. Wahlstorf (148) 16. Werder (405) | - 4. Amt Goldberg-Mildenitz (7432) 1. Diestelow (468) 2. Dobbertin (1228) 3. Goldberg, Stadt * (3277) 4. Mestlin (813) 5. Neu Poserin (559) 6. Techentin (713) 7. Wendisch Waren (374) - 5. Amt Ostufer Schweriner See (8649) 1. Cambs (682) 2. Dobin am See (1964) 3. Gneven (395) 4. Godern (328) 5. Langen Brütz (481) 6. Leezen * (2182) 7. Pinnow (1524) 8. Raben Steinfeld (1093) - 6. Amt Parchimer Umland (9056) (Sitz: Parchim) 1. Damm (505) 2. Domsühl (1061) 3. Grebbin (501) 4. Groß Godems (389) 5. Groß Niendorf (229) 6. Karrenzin (642) 7. Lewitzrand (1528) 8. Rom (829) 9. Severin (297) 10. Spornitz (1383) 11. Stolpe (386) 12. Ziegendorf (688) 13. Zölkow (618) | - 7. Amt Plau am See (8474) 1. Barkhagen (584) 2. Buchberg (553) 3. Ganzlin (524) 4. Plau am See, Stadt * (5648) 5. Wendisch Priborn (448) - 8. Amt Sternberger Seenlandschaft (13.232) 1. Blankenberg (428) 2. Borkow (504) 3. Brüel, Stadt (2763) 4. Dabel (1440) 5. Hohen Pritz (458) 6. Kobrow (449) 7. Kuhlen-Wendorf (940) 8. Langen Jarchow (266) 9. Mustin (445) 10. Sternberg, Stadt * (4340) 11. Weitendorf (426) 12. Witzin (454) 13. Zahrensdorf (319) |

## Gebietsänderungen
In den Jahren seit 1994 fanden im Gebiet des Landkreises Parchim wie im gesamten Bundesland Mecklenburg-Vorpommern umfangreiche Gebietsänderungen statt.
Aus den ursprünglich 11 Ämtern wurden nach Abschluss der Gebietsreform am 1. Januar 2005 8 Ämter. Die Städte Goldberg, Lübz und Plau am See verloren ihre Amtsfreiheit. Die Anzahl der Gemeinden verringerte sich von 92 auf 81. Durch weitere Eingemeindungen und Auflösungen im Verlauf des Jahres 2009 verringerte sich die Zahl der Gemeinden auf 76.

### Ämterauflösungen, Ämterfusionen
- Auflösung des Amtes Brüel – Eingliederung der Gemeinden in das Amt Sternberger Seenlandschaft (1. Juli 2004)
- Fusion der Ämter Marnitz und Ture mit der vormals amtsfreien Stadt Lübz zum neuen Amt Eldenburg Lübz (1. Juli 2004)
- Auflösung der Ämter Eldetal und Parchim-Land – Neubildung des Amtes Parchimer Umland (1. Juli 2004)
- Fusion der Stadt Plau am See mit dem Amt Plau-Land zum neuen Amt Plau am See (1. Januar 2005)
- Fusion der Stadt Goldberg mit dem Amt Mildenitz zum neuen Amt Goldberg-Mildenitz (1. Januar 2005)

### Eingemeindungen, Gemeindeneubildungen
- Auflösung der Gemeinden Gallin und Kuppentin – Neubildung der Gemeinde Gallin-Kuppentin (13. Juni 1999)
- Auflösung der Gemeinde Pastin, Eingemeindung nach Sternberg (1. Januar 2000)
- Auflösung der Gemeinde Gädebehn, Eingemeindung nach Crivitz (1. Januar 2003)
- Auflösung der Gemeinde Groß Görnow, Eingemeindung nach Sternberg (1. Januar 2003)
- Auflösung der Gemeinde Ruthenbeck, Eingemeindung nach Friedrichsruhe (13. Juni 2004)
- Auflösung der Gemeinde Herzfeld, Eingemeindung nach Karrenzin (13. Juni 2004)
- Auflösung der Gemeinde Stralendorf, Eingemeindung nach Rom (13. Juni 2004)
- Auflösung der Gemeinden Barkow und Plauerhagen, Neubildung der Gemeinde Barkhagen (13. Juni 2004)
- Auflösung der Gemeinden Gnevsdorf und Retzow, Neubildung der Gemeinde Buchberg (13. Juni 2004)
- Auflösung der Gemeinden Retgendorf und Rubow, Neubildung der Gemeinde Dobin am See (13. Juni 2004)
- Auflösung der Gemeinden Kuhlen und Wendorf, Neubildung der Gemeinde Kuhlen-Wendorf (13. Juni 2004)
- Auflösung der Gemeinde Broock, Eingemeindung nach Lübz (1. Januar 2009)
- Auflösung der Gemeinden Matzlow-Garwitz, Raduhn und Klinken, Neubildung der Gemeinde Lewitzrand (7. Juni 2009)
- Auflösung der Gemeinden Langenhagen und Techentin, Neubildung der Gemeinde Techentin (7. Juni 2009)
- Auflösung der Gemeinde Goldenstädt, Eingemeindung nach Banzkow (7. Juni 2009)
- Auflösung der Gemeinde Karow, Eingemeindung nach Plau am See (1. Januar 2011)
- Auflösung der Gemeinde Wessin, Eingemeindung nach Crivitz (1. Januar 2011)
- Auflösung der Gemeinde Göhren, Eingemeindung nach Tramm (1. Juli 2011)

### Namensänderungen
- von Stadt Plau zu Stadt Plau am See (11. Januar 1994)
- von Gemeinde Zapel, Dorf zu Gemeinde Zapel (3. Dezember 1997)
- von Gemeinde Weitendorf b. Brüel zu Gemeinde Weitendorf (16. März 2000)

## Kfz-Kennzeichen
Anfang 1991 erhielt der Landkreis das Unterscheidungszeichen PCH. Es wird bis heute im Landkreis Ludwigslust-Parchim ausgegeben.
Bis etwa zum Jahr 2000 erhielten Fahrzeuge aus dem Altkreis Sternberg Kennzeichen mit den Buchstaben AA bis ZZ und den Zahlen von 100 bis 999.